# سبسشن گورکا
سِبَسْشِن گورکا (مجاری: Gorka Sebestyén Lukács؛ زادهٔ ۱۹۷۰ (۵۴–۵۵ سال)) تحلیلگر نظامی و اطلاعاتی آمریکایی متولد بریتانیاست که در سال ۲۰۱۷ به عنوان معاون دستیار رئیس جمهور آمریکا دونالد ترامپ فعالیت کرد. او که از تبار مجاری است، در بریتانیا زاده و بزرگ شد، از ۱۹۹۲ تا ۲۰۰۸ در مجارستان زندگی کرد و از سال ۲۰۱۲ تابعیت آمریکایی را کسب کرده است.
گورکا که دارای دکترا از دانشگاه کورنیووس بوداپست است، بیش از ۱۴۰ مقاله در زمینه‌های نظامی، استراتژیک، اطلاعاتی، و سیاسی را در شمار زیادی از نشریات منتشر کرده است. او معمولاً محافظه کار محسوب می‌شود، و معتقد است ایدئولوژی مذهبی نقش مهمی در تروریسم ضد آمریکایی دارد. تخصص گورکا در جنگ نامنظم، ضدشورش و ضد تروریسم است.
در سال ۱۹۹۲ گورکا به مجارستان نقل مکان کرد و حین تحصیل در فوق لیسانس روابط و دیپلماسی بین‌المللی در دانشگاه علوم اقتصادی بوداپست (که نهایتاً مدرک آن را در سال ۱۹۹۷ دریافت کرد) شروع به کار در وزارت دفاع مجارستان کرد. گورکا در سال تحصیلی ۱۹۹۹–۲۰۰۰ عضو پیوسته مدعو مدرسه کندی هاروارد در دانشگاه هاروارد بود.
او همچنین مشاور ویکتور اوربان نخست وزیر فعلی مجارستان بوده است.